# Herinneringsmedaille aan het Vijftigjarig Bestaan van het Hertogdom
De Herinneringsmedaille aan het Vijftigjarig Bestaan van het Hertogdom (Duits: Erinnerungsmedaille zum 50jährigen Bestehen des Herzugtums) was een onderscheiding van het Ernestijnse hertogdom Saksen-Altenburg. Het kleine staatje werd in 1826 gevormd. De aanleiding voor de territoriale herschikking van de domeinen van de hertogen van de Ernestijnse linie van het Huis Wettin was het uitsterven van de linie Saksen-Gotha-Altenburg in 1826. Een erfverbond uit de tijd van de Deling van Leipzig stelde dat de domeinen en hertogelijke kronen niet buiten de afstammelingen van Ernst van Saksen konden worden verdeeld.
Onder de Albertijn Maurits van Saksen kwam het in 1547 bij de capitulatie van Wittenberg en tot een breuk tussen beide linies van het Huis Saksen. Er ontstonden twee onafhankelijke vorstenhuizen, waarbij hetkeurvorstendom Saksen bij Wettinse Albertijnse linie terechtkwam en de Ernestijnse linie versplinterde en waaruit in 1826 de Ernestijnse hertogdommen Saksen-Weimar-Eisenach, Saksen-Coburg en Gotha en Saksen-Meiningen ontstonden.
In een scheidsgerecht wees de Saksische koning Frederik August I van Saksen Het domein Saksen-Hildburghausen en het Saalfeldse deel van Saksen-Coburg-Saalfeld toe aan Saksen-Meiningen. Hertog Frederik van Saksen-Hildenburgshausen ontving in ruil hiervoor Saksen-Altenburg (zonder Camburg en enige dorpen) als zelfstandig hertogdom.
De verguld zilveren medaille heeft op de voorzijde het portret van Ernst I van Saksen-Altenburg met het rondschrift "ERNST I HERZOG ZU SACHSEN ALTENBURG". Op de keerzijde staat eikenkrans. "23 NOVEMBER 1826 - 23 NOVEMBER 1876".